# Гласкок (окръг, Джорджия)
Окръг Гласкок (на английски: Glascock County) е окръг в щата Джорджия, Съединени американски щати. Площта му е 373 km², а населението - 2705 души. Административен център е град Гибсън.